# Сац, Нина Ильинична
Нина Ильи́нична Сац (27 апреля [10 мая] 1904, Москва — 23 июня 1924, Евпатория, Крымская АССР) — советская поэтесса погибшая насильственной смертью в молодом возрасте. Посмертную известность получила в публикациях своей сестры Наталии Сац.

## Биография
Родители — композитор Илья Александрович Сац и оперная певица Анна Михайловна Щастная. Сестра — известный театральный деятель Наталья Сац. Племянница актрисы Н. А. Розенель и капитана 1-го ранга А. М. Щастного.
Окончила гимназию и Ритмический институт в Москве. В программу обучения в Институте Ритма по системе Эмиля Жак-Далькроза, входили такие дисциплины, как сольфеджио, история музыки, педагогика, художественное слово, пластика, главным практическим предметом была ритмика, её в разное время преподавали В. А. Гринер, кн. С. М. Волконский, который лишь о Ритмическом Институте говорил, что это было «единственное заведение, где шла работа». Затем училась на филологическом факультете Московского университета.

## Гибель
Была убита при невыясненных обстоятельствах на пляже в Евпатории, куда, по одной из версий, приехала для свидания с другом, революционером-авантюристом Яковом Блюмкиным. По этой версии, он и стал виновником её гибели; по другой — она была жертвой бандитского нападения Петра Общих с целью ограбления.
Кенотаф находится в Москве на Новодевичьем кладбище (участок № 2), рядом с могилой отца, матери и старшей сестры Наталии Сац.

## Творчество
Стихи Нины Сац представляют собой опыты разного рода, резонирующие на поэзию начала XX века. Период поисков себя в её творчестве не закончился. Посмертный сборник стихов Нины Сац издали её родственники.

## Посмертная судьба
Надолго забытая, Нина Сац стала героиней популярных мемуаров своей сестры Натальи и после их публикации — своего рода культовой фигурой в литературно-театральной среде, ей посвящаются стихи и проза, а версия её смерти по вине Якова Блюмкина постоянно муссируется в прессе, приобретая различные конспирологические акценты. Она является одним из ключевых персонажей в культурном мифе о взаимоотношениях литературы и ЧК в 20-х годах XX века. В частности, утверждается, что Блюмкин Нину «соблазнял на трупах расстрелянных белогвардейцев» (имя указывается неточно).

Наталья Сац о Нине Сац: «Когда Нина узнала первую любовь, стихи её стали ещё более лиричными. Серафим — так звали того, кого она полюбила, — был лет на десять её старше, и… нам с мамой казалось, что Нина снова попала в „кольцо косматых“, которых боялась с раннего детства. Серафим был странный человек со странной биографией. Прежде монах, потом офицер, после — артист. У него был красивый голос, сценичная внешность и корявое нутро. В то время, когда его полюбила Нина, он полностью изолировал себя от женщин, углубился в сочинения Платона. Его зеленые глаза напоминали тряское болото. Но Нина, улыбаясь, вспоминала, что страдала, любила мутного Серафима и поэтизировала его:
Вы большой, вы с глазами бездонными, Для меня вы мечта и загадка. Сердце плачет неслышными звонами и украдкой.
Нине исполнилось двадцать лет, когда она перешла на второй курс Московского университета. В детстве она была некрасивой и вдруг (в ней все было неожиданно) из „гадкого утенка“ превратилась в лебедя. Неожиданно для всех и для неё самой её начали называть „красивой девушкой“, не хорошенькой даже — красивой. Фигура, черты её лица стали правильными, гармоничными, на неё хотелось долго смотреть. Казалось, она вышла из „кольца страхов“, стала менее нервной.
Она очень радовалась, что может поехать к морю. У Художественного театра была в Евпатории земля близ маяка. Четыреста квадратных сажен досталось и маме. Нина мечтала быть ближе к морю и сразу после экзаменов поехала туда вместе с подругой. Подруга осталась в городе у родных, а Ниночка одна отправилась на маяк. Она шла, почти танцуя, улыбаясь солнцу, морю, встречным. Ближе к маяку их становилось меньше и меньше.
Вот подошел мужчина, предложил ей поднести чемоданчик. Вероятно, Нина ответила, что чемоданчик легкий, но мужчина сказал, что ему по пути, и некоторое время слушал Нинины рассказы о Москве, её стихи, а потом толкнул в море и бросился бежать с её чемоданчиком в руках. Нина выплыла, она плавала хорошо. Тогда страшный человек подумал, что Нина донесет на него, вернулся и задушил её… После того как бандит Петр Общих бросил тело Нины Сац не песке у моря, он пошел продавать её вещи. Он открыл чемоданчик. Там оказалось: смена белья, маленькая подушка, умывальные принадлежности и тетрадь — чёрная, толстая, наполовину исписанная. Он швырнул тетрадь в сторону от дороги так же просто, как швырнул тело Нины в море. Несколько дней Нина лежала мертвая, никем не опознанная. Подруга думала, что она на маяке, на маяке считали, что она решила остаться в городе… Когда зарыли в землю опознанный по платью труп девушки, кто-то передал следователю подобранную у дороги подмоченную солено-горькой водой и высушенную солнцем пожелтевшую тетрадь. Написанные на первых же страницах слова странно вплетались в действительность. Будто сердце билось ещё, и звук голоса не замер в груди: „…С самого детства я пугалась во время переездов. От малейшего шума просыпалась. Я боюсь, что никогда не смогу ездить одна на поезде с ночевкой… …Я так некрепко сложена и так не уверена, что Я ЕСТЬ, что, обрывая привычную обстановку, — людей и дело, — ночью под шум колес, которые, будто сама жизнь, бегут, мне не за что зацепиться, негде искать опоры и я могу умереть или помешаться. Через 10-15 дней буду в Евпатории. Страшно мне чего-то…“ Этими словами обрывается дневник, начатый с одной стороны тетради. С другой стороны тетрадь исписана стихами, которым предпосылается следующий заглавный лист: „Первое и единственное собрание стихотворений Нины Сац, которые сама она нашла возможным записать, а следовательно, и признать их дорогими для себя“. Мы с мамой издали эти дорогие для Нины и нас стихи. Читатели прежних моих книг спрашивали меня настойчиво: „А где сейчас ваша сестра?“ И вот написала… Её не стало в двенадцать часов дня. Все её деньги — пять червонцев — сохранились зашитыми в платье. Какая жуткая бессмыслица. Даже для бандита. И родимое пятно на шее — все страшно. С первых лет нашей жизни папа всегда посвящал свои детские вещи „Наташе и Ниночке“. Все, что было хорошего и плохого, делили поровну — Наташа и Ниночка. Это родное „и“ исчезло навсегда.»

## Сочинения
[Нина Сац]. Первое и единственное собрание стихотворений Нины Сац которые сама она нашла возможным записать, а следовательно, и признать их для себя дорогими. Москва, Мельстрой, 1925. — 31 с. — liveinternet.ru/users/3251944/post327545673/